# Ceylanyar Hanımefendi
Ceylanyar Hanımefendi (? – 27. prosince 1855) byla pátá manželka osmanského sultána Abdulmecida I.
Sultánovi byla představena v roce 1851 díky Adile Sultan, ještě téhož roku za něj byla provdána. Získala titul páté ikbal. Dne 31. března 1852 porodila své jediné dítě, syna Sehzade Mehmeda Rüşdü, který však po devíti měsících zemřel. Ve stejném roce povýšila na čtvrtou ikbal.
Na počátku roku 1853 povýšila na třetí ikbal a v roce 1854 na druhou. Zemřela na tuberkulózu v paláci Feriye dne 27. prosince 1855 a byla pohřbena v mauzoleu Gülüstü Hanim v mešitě Fatih v Istanbulu.

## Děti
| Jména                | Narození        | Úmrtí         | Poznámky                                                    |
| -------------------- | --------------- | ------------- | ----------------------------------------------------------- |
| Şehzade Mehmed Rüşdü | 31. března 1852 | 5. srpna 1852 | narodil se v paláci Çırağan pohřben v hrobce Abdulhamida I. |